# Walter K. Werner
Walter K. Werner (* 3. Juni 1931 in Brandau, Tschechoslowakei; † 10. November 2008) war ein deutscher Volkskünstler und Holzkunsthandwerker.

## Leben
Walter Werner wurde in der tschechoslowakischen Gemeinde Brandau unweit der sächsischen Grenze geboren. Im sächsischen Deutschkatharinenberg besuchte er die Grundschule. Im Erzgebirge kam er relativ schnell mit der Spielzeugmacherei in Kontakt, für die er sich – neben der erzgebirgischen Landschaft – zu begeistern begann. Er entschied sich, die Spielwarenfachschule in Seiffen zu besuchen, wo zu seinen Lehrern vor allem Max Schanz zählte, der auf sein künstlerisches Wirken nachhaltigen Einfluss ausübte.
1948 beendete Walter Werner seine Lehrausbildung und begann als Holzkunsthandwerker mit der Spielzeugherstellung in der für das Erzgebirge typischen Art und Weise. Innerhalb kurzer Zeit spezialisierte er sich auf die Darstellung historischer Themen. So entschied er sich, 1954 sein Meisterstück als Postkutsche mit Pferden zu gestalten. In der Folge schuf er vor allem Bergparadenfiguren oder den bekannten Dresdner Fürstenzug. Seinen historischen Darstellungen gingen immer eingehende Forschungen zu den historischen Tatsachen und Umständen voraus, um ein möglichst zeitgenössisch genaues Bild mit seinen Figuren abzubilden. So entstanden qualitätsvolle und unverwechselbare figürliche Miniaturen, die zu seinem Markenzeichen seiner 1957 im Spielzeugdorf Seiffen gegründeten Firma Werner Figuren wurden. Daneben stellt er auch sogenannte Traditionelle Klimperkästen her.
1999 gab Walter Werner seine Firma an den jüngsten Sohn ab. Am 4. April 2001 wurde Werner für sein künstlerisches Werk und für seine ehrenamtliche Arbeit mit dem Bundesverdienstkreuz 1. Klasse geehrt.

## Ausstellungen
Seine Figuren werden nicht nur in der Dauerausstellung des Spielzeugmuseums Seiffen gezeigt, sondern auch in Sonderausstellungen, so vom 28. November 2015 bis 31. Januar 2016 im Serpentinsteinmuseum Zöblitz.

## Stiftung Walter K. Werner
2010 riefen seine drei Söhne die Stiftung Walter K. Werner ins Leben. Stiftungszweck ist es, im Sinne von Walter K. Werner ihren Heimatort Seiffen zu fördern und Projekte unterstützen, die ihr Vater in seinem Buch Seiffen in acht Jahrhunderten niedergeschrieben hat.

## Schriften (Auswahl)
- Walter Werner und Eberhard Wächtler: Gedrechselte Geschichte. Bergleute und Fürsten, Dresden 2001.